# Médaille Eckersberg
 (avril 2023).
La médaille Eckersberg (à l'origine Akademiets Aarsmedaille) est une récompense annuelle de l'Académie royale des beaux-arts du Danemark. Elle est nommée d'après Christoffer Wilhelm Eckersberg, connu pour être le père de la peinture danoise.
La médaille Eckersberg a été créée en 1883, 100 ans après sa naissance.

## Récipiendaires de la médaille Eckersberg
Source (1940 onwards) : Akademiraadet

### Avant 1940
| Année | Récipiendaire                       | Domaine                    |
| ----- | ----------------------------------- | -------------------------- |
| 1887  | Carl Thomsen (1847–1912)            | peintre                    |
| 1888  | Christian Blache (1838–1920)        |                            |
| 1889  | Valdemar Irminger (1850-1938)       | peintre                    |
| 1889  | Michael Peter Ancher (1849-1927)    | peintre                    |
| 1896  | Ludvig Brandstrup (1861–1935)       | sculpteur                  |
| 1898  | Knud Larsen (1865–1922)             | peintre                    |
| 1900  | Rasmus Andersen (1861-1930)         | sculpteur                  |
| 1904  | Edvard Eriksen (1876-1959)          | sculpteur danois-islandais |
| 1909  | Josef Theodor Hansen (1848-1912)    | peintre                    |
| 1910  | Sigurd Wandel (en) (1875-1947)      | peintre et professeur      |
| 1917  | Hans Knudsen (1865-1947)            | peintre                    |
| 1927  | Knud V. Engelhardt (en) (1882-1931) | designer                   |
| 1930  | Mogens Bøggild (en)                 | sculpteur                  |
| 1933  | Oluf Høst (en)Arno Malinowski       | peintre?                   |
| 1936  | Adam Fischer (en)                   | sculpteur                  |
| 1939  | Johannes Hansen (en)                | sculpteur                  |

### Années 1940
| Année | Récipiendaire | Domaine                    |
| ----- | --- | -------------------------- |
| 1940  | Henrik Starcke (en)Astrid Noack (en)Flemming LarsenErik MøllerLauritz HartzSøren Hjorth Nielsen (en)                 | sculpteurarchitectepeintre |
| 1941  | Aage PetersenGunnar HansenVilhelm Lauritzen (en)Frits Schlegel (en)Otto NielsenVictor Haagen Müller                  | sculpteurarchitectepeintre |
| 1942  | Hugo LiisbergAnker HoffmannElof Risebye (en)Niels Grønbech                                                           | sculpteurpeintre           |
| 1943  | Aage Nielsen-EdwinAgnes Lunn (en)Kaj Louis JensenHans Chrisitan HansenViggo S. JørgensenPovl SchrøderChristine Swane | sculpteurarchitectepeintre |
| 1944  | Knud Nellemose (en)Gottfred Eickhoff (en)Eske KristensenAxel SkjelborgCarl Jensen (peintre) (en)                     | sculpteurarchitectepeintre |
| 1945  | Inge FinsenTyge HolmC. F. Møller (en)C.Th. Sørensen (en)Arne LudvigsenOle Søndergaard (en)Erik Hoppe (en)            | sculpteurarchitectepeintre |
| 1946  | Ulf RasmussenJørgen Gudmundsen-Holmgreen (en)F. GrutPaul SørensenSophie Pedersen                                     | sculpteurarchitectepeintre |
| 1947  | Ejgill Vedel SchmidtFinn JuhlJúlíana SveinsdóttirBizzie Høyer (en)Ville Jais Nielsen (en)                            | sculpteurarchitectepeintre |
| 1948  | Tove OlafssonStephensenKnud HansenMogens Andersen (en)Svend Johansen (en)Lauritz Hartz                               | sculpteurarchitectepeintre |
| 1949  | August KeilAgnete JørgensenHans Georg SkovgaardEdvard Klindt-LarsenEgon Mathiesen                                    | sculpteurarchitectepeintre |

### Années 1950
| Année | Récipiendaire                                                                                  | Champ                      |
| ----- | ---------------------------------------------------------------------------------------------- | -------------------------- |
| 1950  | Carl-Henning PedersenRichard MortensenBørge Mogensen (en)                                      | peintrearchitecte          |
| 1951  | Holger J. JensenHans BendixHans Hansen (architecte) (en)Helge RefnHenning SeidelinGrethe Bagge | peintrearchitectesculpteur |
| 1952  | Helge Nielsen (peintre) (en)Dan Sterup-Hansen (en)P.E. HoffB. Windinge                         | peintrearchitecte          |
| 1953  | Kaj MottlauPetri GisselHalldor GunnløgssonOle HagenWilliam GerselJørgen Thoms                  | peintrearchitectesculpteur |
| 1954  | Mogens ZielerKaj Ejstrup (en)Viggo Møller-JensenHjalte Skovgaard                               | peintrearchitectesculpteur |
| 1955  | S. Danneskjold-SamsøeChristian Daugaard (en)Eva & Nils Koppel                                  | peintrearchitectes         |
| 1956  | Carl ØsterbyeErik Herløw Hans J. Wegner                                                        | peintrearchitecte          |
| 1957  | Albert GammelgaardKarl Bovin (en)Jørn UtzonErik Christian SørensenHelge Holmskov               | peintrearchitectesculpteur |
| 1958  | Harald Leth (en)Holger JensenVilhelm Wohlert (en)                                              | peintrearchitecte          |
| 1959  | Egill JacobsenOle KielbergJørn NielsenJørgen Bo                                                | peintrearchitecte          |

### Années 1960
| Année | Récipiendaire                                                   | Domaine             |
| ----- | --------------------------------------------------------------- | ------------------- |
| 1960  | Ejler BilleSven Havsteen-Mikkelsen (en)Henry Luckow-Nielsen     | peintre, sculpteur? |
| 1961  | Flemming BergsøeJørgen Andersen Nærum                           | ?                   |
| 1962  | Preben HornungSvend Engelund                                    | ?                   |
| 1963  | Anna Klindt Sørensen (en)Jeppe Vontillius                       | ?                   |
| 1964  | Albert MertzSig. Vasegaard                                      | ?                   |
| 1965  | Frede Christoffersen (en)Reidar MagnusErik Thommesen            | ?sculpteur          |
| 1966  | Søren Georg Jensen (en)Poul Bjørklund                           | ?                   |
| 1967  | Poul EkelundErling FrederiksenAgnete VarmingGunnar Westman (en) | ?                   |
| 1968  | Ib BraaseAgnete Bjerre                                          | sculpteur?          |
| 1969  | Kjeld HansenJørgen Haugen Sørensen (en)Willy Ørskov (en),       | ?                   |

### Années 1970
| Année | Récipiendaire                                                                                         | Domaine   |
| ----- | --- | --------- |
| 1970  | Paul Gadegaard (en)Erling JørgensenChristian Poulsen                                                  | ?         |
| 1971  | Kasper Heiberg (en)Richard Winther (en)                                                               | ?         |
| 1972  | Johannes Carstensen (en)Knud Hvidberg (en)Anna Thommesen (weaving)Sigrid LütkenJens-Flemming Sørensen | ?         |
| 1973  | Helge BertramErik Lynge                                                                               | ?         |
| 1974  | Henrik BuchRasmus Nellemann (en)Gert Nielsen                                                          | ?         |
| 1975  | Arne Haugen Sørensen (en)Egon Fischer (en)                                                            | ?         |
| 1976  | Alfred MadsenNiels Macholm (en)                                                                       | ?         |
| 1977  | Gunnar Aagaard Andersen                                                                               | ?         |
| 1978  | Ib Geertsen (en)Poul GernesJørn Larsen (en)Tage Stentoft                                              | ?         |
| 1979  | Henning Damgård-SørensenElse Fischer-Hansen (en)Arne UngermannEva Sørensen                            | ?         |
| 1979  | Eva Sørensen                                                                                          | sculpteur |

### Années 1980
| Année | Récipiendaire                                                                               | Domaine |
| ----- | ------------------------------------------------------------------------------------------- | ------- |
| 1980  | Emil GregersenNiels GuttormsenBørge JørgensenBjørn Nørgaard                                 | ?       |
| 1981  | Vera MyhreKarin Nathorst Westfelt                                                           | ?       |
| 1982  | Sven HauptmannAnders KirkegaardFranka RasmussenAnna Maria LütkenGudrun Steenberg            | ?       |
| 1983  | Knud HansenSøren KjærsgaardMogens LohmannOle Sporring (en)Alev Siesbye                      | ?       |
| 1984  | Mogens JørgensenTonning RasmussenHans Christian Rylander (en)Kurt TrampedachOle Christensen | ?       |
| 1985  | Seppo MattinenElsa Nielsen (en)John Olsen (artiste danois) (en)Agnete Therkildsen           | ?       |
| 1986  | Jørgen Rømer (en)Arne JohannessenKirsten LockenwitzIngálvur av Reyni (en)Hein Heinsen (en)  | ?       |
| 1987  | Nanna HertoftFrank Rubin                                                                    | ?       |
| 1988  | Leif LageFinn MickelborgHanne VarmingMogens Møller                                          | ?       |
| 1989  | Freddie A. Lerche (en)Gudrun PoulsenOle HeerupEiler KraghPeter Bonnén                       | ?       |

### Années 1990
| Année | Récipiendaire | Domaine |
| ----- | --- | ------- |
| 1990  | Jørgen Boberg (en)Helle ThorborgThomas Bang                                                                                 | ?       |
| 1991  | Jens Birkemose (en)Stig Brøgger (en)Torben Ebbesen (en)                                                                     | ?       |
| 1992  | Kai LindemannPer Neble | ?       |
| 1993  | Ingvar Cronhammar (en) | ?       |
| 1994  | Peter Brandes (en)Otto LawaetzInge Lise WestmanKirsten Dehlholm (en)                                                        | ?       |
| 1995  | Merete Barker (en)Troels WörselJørgen Roos (film)Kirsten Ortwed (en)                                                        | ?       |
| 1996  | Erik A. FrandsenSys HindsboBent Karl JacobsenAksel JensenKehnet NielsenLene Adler PetersenKirsten JustesenThorbjørn Lausten | ?       |
| 1997  | Erik Hagens (en)Karin Birgitte LundEric AndersenMargrete Sørensen                                                           | ?       |
| 1998  | Henrik Have (en)Frithioff JohansenJytte Rex (en)Christian Lemmerz (en)                                                      | ?       |
| 1999  | Jesper ChristiansenPeter LautropAne Mette RugeElisabeth Toubro (en)                                                         | ?       |

### Années 2000
| Année | Récipiendaire | Domaine |
| ----- | --- | ------- |
| 2000  | Per Arnoldi (en)Mogens Otto NielsenNina Sten-KnudsenMorten Stræde (en)                                            | ?       |
| 2001  | Jes FomsgaardMichael Kvium (en)Lone Høyer HansenAnita Jørgensen                                                   | ?       |
| 2002  | Viera CollaroNils Erik GjerdevikØivind NygårdFinn Reinbothe                                                       | ?       |
| 2003  | Peter BondeMogens GisselEva Koch (en)                                                                             | ?       |
| 2004  | Martin Erik Andersen (en)Olafur EliassonSøren Jensen (en)Claus CarstensenLeif Kath                                | ?       |
| 2005  | Steen HøyerJørgen MichaelsenEllen HyllemoseVibeke Mencke NielsenTal R (en)Per Bak Jensen (en)Henning Christiansen | ?       |
| 2006  | Jytte HøyErland Knudssøn MadsenJørgen Carlo LarsenPeter Holst HenckelMalene Landgreen                             | ?       |
| 2007  | Jens HaaningKerstin BergendalCai-Ulrich von PlatenPoul PedersenPer Marquard Otzen                                 | ?       |
| 2008  | Henrik B. Andersen (en)Sophia KalkauLilibeth Cuenca Rasmussen (en)Kaspar Bonnén                                   | ?       |
| 2009  | Jesper RasmussenOle BroagerInge EllegaardLeonard Forslund                                                         | ?       |

### Années 2010
| Année | Récipiendaire                                                                 | Domaine |
| ----- | ----------------------------------------------------------------------------- | ------- |
| 2010  | Peter Callesen (da)Kirsten Dufour et Finn Thybo Andersen (da) (conjointement) | ?       |
| 2011  | Ursula Reuter Christiansen (en)Erik Varming                                   | ?       |
| 2012  | Michael Elmgreen and Ingar DragsetMarianne HesselbjergJohn Kørner             | ?       |
| 2013  | Bodil NielsenFrans JacobiSøren Martinsen                                      | ?       |
| 2014  | Finn Naur PetersenJesper JustKirstine Roepstorff (en)                         | ?       |
| 2015  | Ann Lislegaard (en)Henrik Plenge JakobsenMette Winckelmann                    | ?       |

### Années 2020
| Année           | Récipiendaire  | Domaine |
| --------------- | -------------- | ------- |
| 2020            |                |         |
| Camilla Berner  | artiste visuel |         |
| René Schmidt    | artiste visuel |         |
| Mads Mandrup    | architecte     |         |
| Søren Rasmussen | architecte     |         |